# Friedrich Schiller

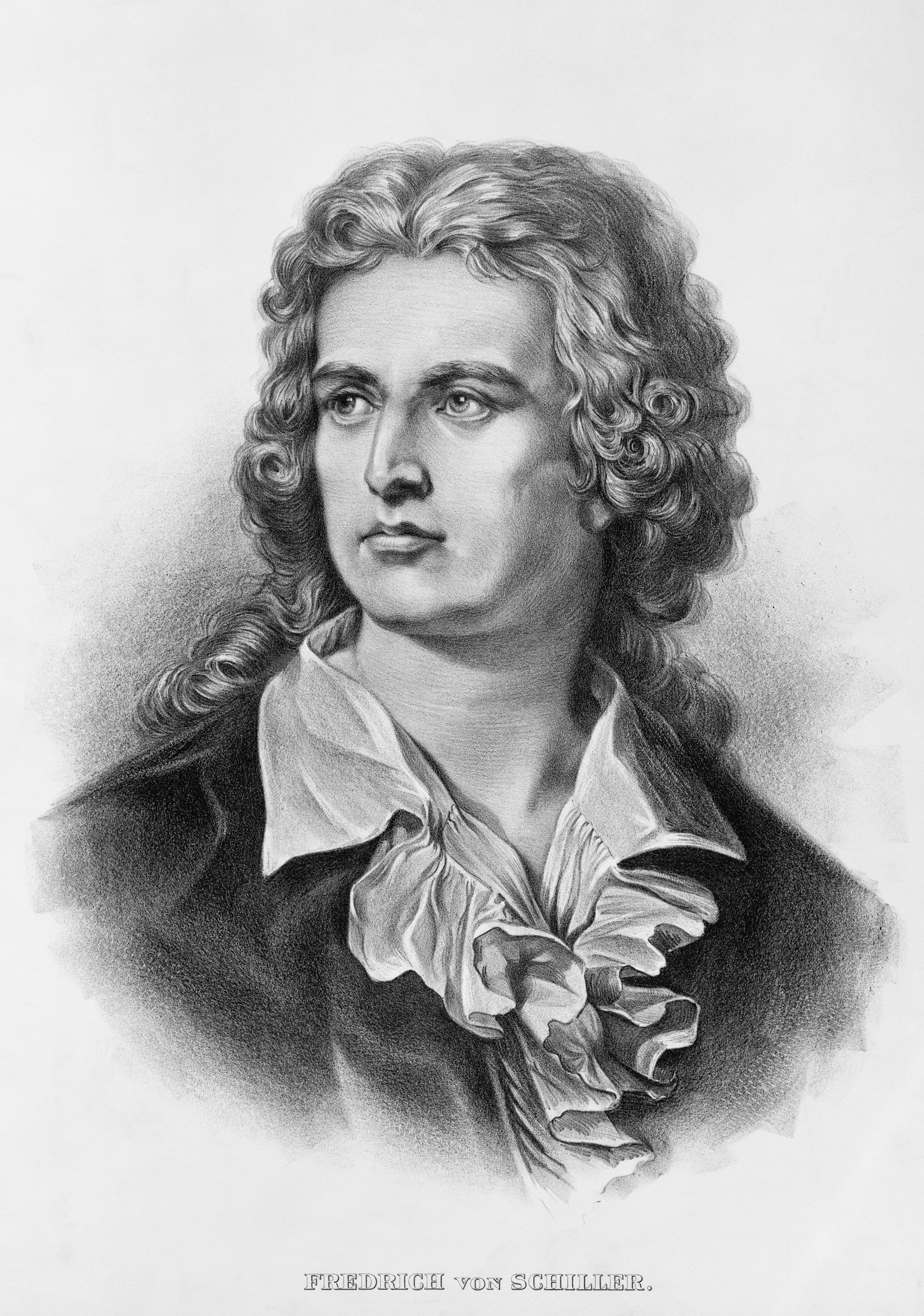
Lithografie van Friedrich Schiller uit 1905, ter herinnering aan zijn adellijke titel in 1802

Johann Christoph Friedrich Schiller (Marbach am Neckar, 10 november 1759 – Weimar, 9 mei 1805) was een Duits toneelschrijver, filosoof en dichter. Hij geldt als een van de grotere literatoren in de Duitse geschiedenis. In 1792 werd hij tot ereburger in Frankrijk benoemd. In 1802 werd hij in de (Duitse) adelstand verheven, vanaf dan herkenbaar aan het von, toegevoegd aan zijn naam.

## Biografie
Schiller was de zoon van een militair en bezocht aanvankelijk een militaire kostschool in het slot Solitude. Daarna studeerde hij rechten en geneeskunde. Hij begon al vroeg met het schrijven van gedichten en is beïnvloed door de Sturm und Drang. 
In 1780 werd hij chirurgijn in Stuttgart. Vervolgens raakte hij in ongenade bij Karel Eugenius van Württemberg, de hertog van Württemberg, en Schiller vluchtte naar Mannheim en Bauerbach. Van 1784 tot 1787 was hij te gast in Weimar, Leipzig en Dresden.
Een historische studie Geschichte des Abfalls der vereinigten Niederlande (1788) bezorgde hem een aanstelling als professor in Jena maar zonder salaris. Alhoewel in 1791 bij hem tering werd geconstateerd, ontwikkelde Schiller een bewonderenswaardige werkzaamheid. Hij schreef belangrijke werken over de Dertigjarige Oorlog, Wallenstein, Jeanne d'Arc, de Maagd van Orleans, Maria Stuart en Willem Tell.
In 1790 trouwde hij met Charlotte von Lengefeld. In 1794 ontmoette hij Goethe. Aanvankelijk bekeken de twee grootheden elkaar jaloers, maar zij werden toch vrienden. Schiller had een passie voor roken en kaartspelen, sliep tot de middag en werkte 's nachts. In 1799 verhuisde hij opnieuw naar Weimar.

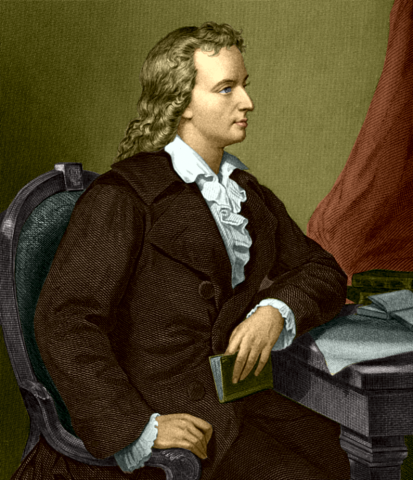
Schiller met "Schillerlocken"

Schiller was in zijn werk aanvankelijk revolutionair georiënteerd. Dat wil zeggen, zoals dat in die tijd gold: streven naar vrijheid en gelijkheid, het afwijzen van willekeur en onrechtvaardigheid. In later jaren was hij gematigder. Schiller is onder andere bekend van de Ode an die Freude (1785), dat hij schreef voor een vrijmetselaarsloge en dat door tijdgenoot Beethoven gedeeltelijk verwerkt werd in het slotdeel van zijn Negende Symfonie.
Schiller overleed op 9 mei 1805 op 45-jarige leeftijd.

### Het graf van Schiller
Schiller werd in 1805 met andere belangrijke Weimariaanse doden in een gemeenschappelijk mausoleum bijgezet. Toen de kisten in de kelder gingen rotten, rolden de knekels en de schedels over de vloer. Toen Schiller in 1827 zou worden bijgezet in de vorstelijke begraafplaats konden de mensen die de kelder openden Schillers resten niet meer herkennen. De Weimarer burgemeester Carl Leberecht Schwabe ging uit van frenologische uitgangspunten toen hij uit de stoffelijke resten de grootste schedel, passend voor een genie, en het grootste skelet koos. Schiller was een forse man geweest.
Goethe heeft aan Schillers schedel een ode gewijd die postuum werd gepubliceerd.
Latere deskundigen wezen op hun beurt twee andere schedels als die van Schiller aan. De drie schedels en het skelet werden naast de (originele) kist van Goethe in de vorstelijke grafkelder in Weimar bijgezet waar 60.000 bezoekers per jaar in afdalen.
De authenticiteit bleef een omstreden zaak. Men vergeleek de schedel met het dodenmasker en zo kwam de ene geleerde tot de conclusie dat hij echt was terwijl anderen juist meenden bewijs te hebben gevonden voor het tegendeel.
In 2008 toonde DNA-onderzoek in opdracht van de Klassik Stiftung, de beheerder van Schillers nalatenschap, aan dat geen van de drie schedels van Schiller geweest kan zijn. Het geraamte is ook niet van Schiller; het bestaat uit delen van drie onbekende personen, en deze delen passen niet bij de drie schedels.
De sarcofaag in de vorstelijke grafkelder is sinds het onderzoek naar de stoffelijke resten leeg.

## Werken

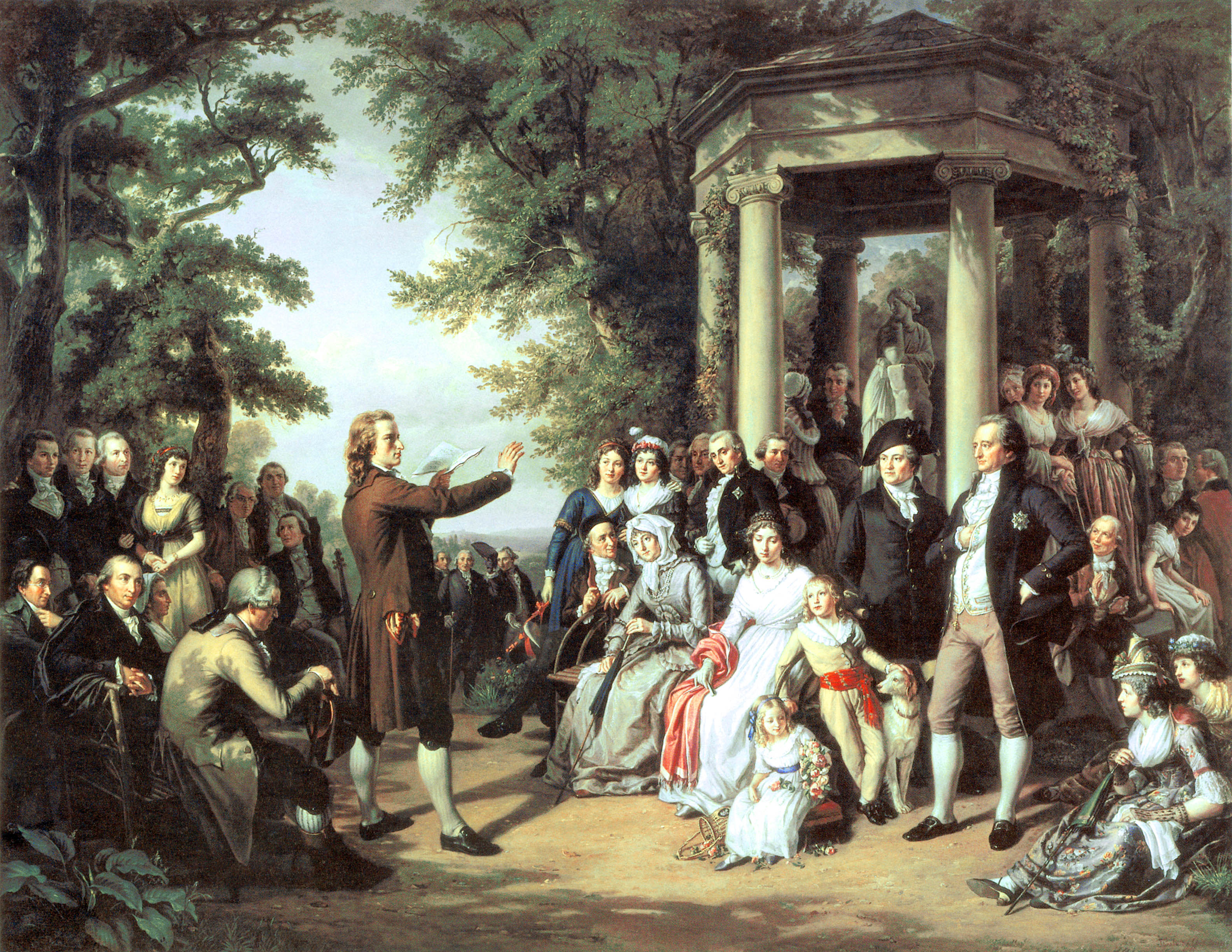
Schiller aan het voorlezen in een park buiten Weimar; Wieland en Herder zitten links, Goethe staat rechts bij de pilaar. Schilderij uit 1860 door Theobald von Oer

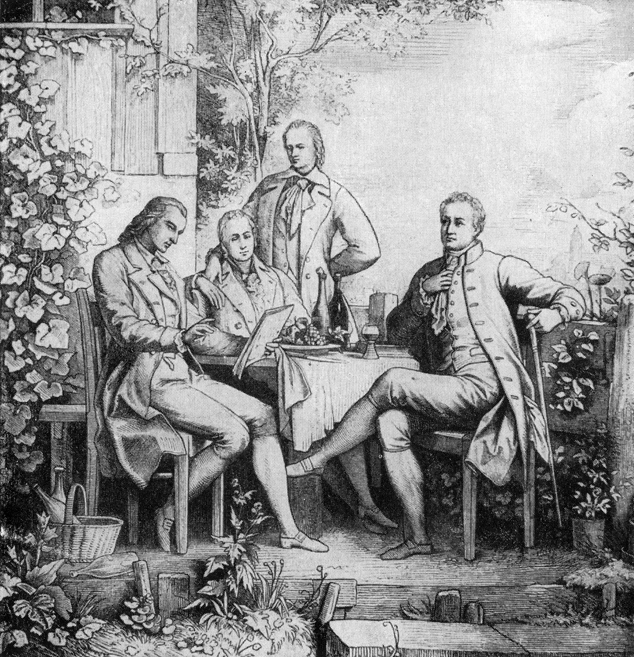
Schiller met literaire vrienden in Jena

### Drama
- Die Räuber (1781, theater)
- Kabale und Liebe (1783)
- Die Verschwörung des Fiesco zu Genua (1784)
- Don Carlos (1787, theater)
- Maria Stuart (1800, theater)
- Wallenstein, trilogie, (1800, theater)
- Die Jungfrau von Orléans (1801)
- Turandot (naar Carlo Gozzi) (1801)
- Die Braut von Messina (1803)
- Wilhelm Tell (1804, theater)

### Historische en theoretische geschriften
- Was kann eine gute stehende Schaubühne eigentlich wirken? (1784, ook bekend als Die Schaubühne als moralische Anstalt betrachtet)
- Geschichte des Abfalls der vereinigten Niederlande von der Spanischen Regierung (1788-1809, 3 dln.)
- Des Grafen Lamoral von Egmont Leben und Tod (1789)
- Geschichte des Dreissigjährigen Krieges (1790)
- Über die ästhetische Erziehung des Menschen (1794-1795, brievencyclus). Vertaling: Brieven over de esthetische opvoeding van de mens, vert. Aart J. Leemhuis, tweede druk (Amsterdam: Octavo, 2017), ISBN 9789490334024.
- Merkwürdige Belagerung von Antwerpen in den Jahren 1584 und 1585 (1795)
- Über naive und sentimentalische Dichtung (1795)

### Gedichten en balladen
- Ode an die Freude (1786)
- Resignation (1786)
- Die Teilung der Erde (1795)
- Der Handschuh (1797)
- Der Taucher (1797)
- Das verschleierte Bild zu Sais
- Die Kraniche des Ibykus (1797)
- Ritter Toggenburg (1797)
- Der Ring des Polykrates (1798)
- Der Kampf mit dem Drachen (1798)
- Die Bürgschaft (1798)
- Das Lied von der Glocke (1799)
- Nänie (1800)
- Der Antritt des neuen Jahrhunderts (1800)
- Das Siegesfest (1803)
- Die Huldigung der Künste (1804)
- Das Berglied (1804)

## Musea
Meerdere Duitse steden en gemeenten hebben een museum aan Schiller gewijd:
- In Marbach am Neckar werd in 1895 reeds de Schwäbische Schillerverein gesticht met het doel een museum in te richten. Schillers Geburtshaus, het huis waar de dichter geboren werd, is nu een museum.
- In de omgeving van Meiningen is het huis waar Schiller van december 1783 tot juli 1784 zijn toevlucht zocht sinds 1905 een museum: Schiller-Museum Bauerbach.
- In Leipzig is het huis waar Schiller in 1785 de Ode an die Freude schreef als museum ingericht Schillerhaus.
- In Weimar bevindt zich een Schiller-Museum; in hetzelfde gebouwencomplex bevindt zich ook Schillers woning in Weimar. In deze woning werkte Schiller Die Braut von Messina en Wilhelm Tell af.

## Trivia
- In Weimar, een plaats waar Schiller lang woonde, wordt hij geëerd met een standbeeld. Naast hem staat stad- en tijdgenoot Johann Wolfgang von Goethe.
- In 1889 werd Schillers erfenis eigendom van de groothertogin van Saksen-Weimar-Eisenach, Sophie die het Goethe-Schiller-Archiv oprichtte.
- Een bekende uitspraak van Schiller betreffende het werk van Immanuel Kant over de noumenale vrijheid is "Je kan omdat je moet".
- In het toneelstuk Wilhelm Tell werd door Schiller de Duitse uitdrukking Was da kreucht und fleucht gemunt, een "gevleugeld woord " voor: alle dieren die bestaan.